# Eight Ash Green
Eight Ash Green – wieś w Anglii, w hrabstwie Essex, w dystrykcie Colchester. Leży 30 km na północny wschód od miasta Chelmsford i 79 km na północny wschód od Londynu.